# Amelia Edwards
Amelia Edwards nascida Amelia Ann Blanford Edwards (Londres, 7 de junho de 1831 – Weston-super-Mare, 15 de abril de 1892) foi uma escritora, contista, jornalista e egiptóloga britânica da Era vitoriana.
Escreveu desde romances e diários de viagens a contos sobrenaturais e ensaios sobre o Egito Antigo e antologias de poesias. Foi co-fundadora da Egypt Exploration Society. Foi vice-presidente da Sociedade de Inventivo ao Sufrágio Feminino e abriu caminho para muitas autoras que viriam nos anos seguintes, além de ter desafiado as convenções de gênero na época ao viajar sozinha e escavar no Egito.

## Biografia
Amelia nasceu em 1831, em Londres. Sua mãe era irlandesa e seu pai foi oficial do Exército Britânico antes de tornar banqueiro. Educada em casa por sua mãe, mostrou logo no início um fascínio pela literatura e pelos poemas. Escreveu sua primeira poesia aos 11 anos e seu primeiro conto aos 12 anos e não parou mais de escrever.
Publicou em diversas revistas da época, fossem contos, poesias ou artigos e ensaios. Escreveu para o All the Year Round, Morning Post e Household Words, entre outros. Além de escrever em uma variedade de estilos, era também ilustradora e passou a ilustrar seus próprios trabalhos, pintando cenas de outros livros que lia. Seu talento acabou chamando a atenção de George Cruikshank, caricaturista e ilustrador inglês, que se dispôs a lhe dar aulas, ainda que os pais de Amelia achassem que essa fosse uma profissão menor e que ser artista era algo vergonhoso. Seus pais então decidiram parar com as aulas, algo que Amerlia se ressentiu por toda a vida, frequentemente se perguntando como teria sido sua vida se as aulas tivessem continuado.
Em um determinado momento, Amelia passou a compor e a tocar instrumentos, até ser acometida por tifo em 1849, o que frequentemente inflamava sua garganta, impedindo-a de cantar. O interesse pela música foi perdido algum tempo e Amelia lamentava ter desperdiçado seu tempo na música. Outros interesses de Amelia eram a matemática, hipismo e prática de tiro.

## Escrita
No começo da década de 1850, Amelia começou a trabalhar quase que exclusivamente como escritora. Seu primeiro livro foi My Brother's Wife (1855). Seus primeiros romances foram bem recebidos por público e crítica, mas foi o livro Barbara's History (1864), cujo enredo envolvia bigamia, que estabeleceu de vez sua reputação como escritora. Amelia era detalhista, levando até dois anos para criar o cenário e os personagens de seus livros e concluir a obra. Lord Brackenbury (1880) mostrou que sua técnica era bem-sucedida, há que foi um instante sucesso que levou a 15 edições.
Amelia também escrevia ficção sobrenatural, com contos de fantasmas, como o conhecido "The Phantom Coach" (1864), publicado em várias coletâneas. Muitos de seus personagens e cenários são inspirados em suas próprias experiências. O livro Barbara's History (1864) se passa em Suffolk, lugar que ela visitou com frequência quando criança nos feriados.

## Dolomitas

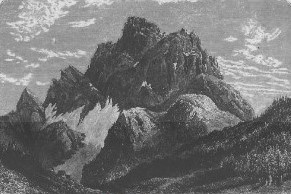
O Monte Pelmo, desenhado por Amelia em sua expedição às Dolomitas

A primeira vez que Amelia ouviu falar sobre a cadeia montanhosa das Dolomitas foi em 1853 através de rascunhos feitos das montanhas que vieram da Itália. Em 27 de junho de 1872, Amelia embarcou em uma jornada pelas montanhas com sua amiga de longa data, Lucy Renshawe.
Amelia e Lucy contrataram guias que conheciam a região e em 1 de julho de 1872, após uma estadia de três dias em Veneza, as duas começaram uma jornada que começou em Longarone, terminado quando chegaram em Bolzano. Na época, as Dolomitas eram conhecidas como "terra de ninguém" e mesmo pessoas experientes tinham medo de andar pela região, portanto foi um ato de grande ousadia de duas mulheres viajando sozinha pelas montanhas. A jornada foi descrita em seu livro A Midsummer Ramble in the Dolomites (1873), depois renomeado para Untrodden Peaks and Infrequent Valleys. Após a viagem, Amelia chamou o mundo civilizado de "lugar comum e desprovido de vida".
Ainda animada pela jornada nas montanhas, Amelia e Lucy começaram uma nova viagem pela França, que precisou ser interrompida pelas chuvas, fato que acabou influenciando as duas a seguir para o Egito.

## Egito

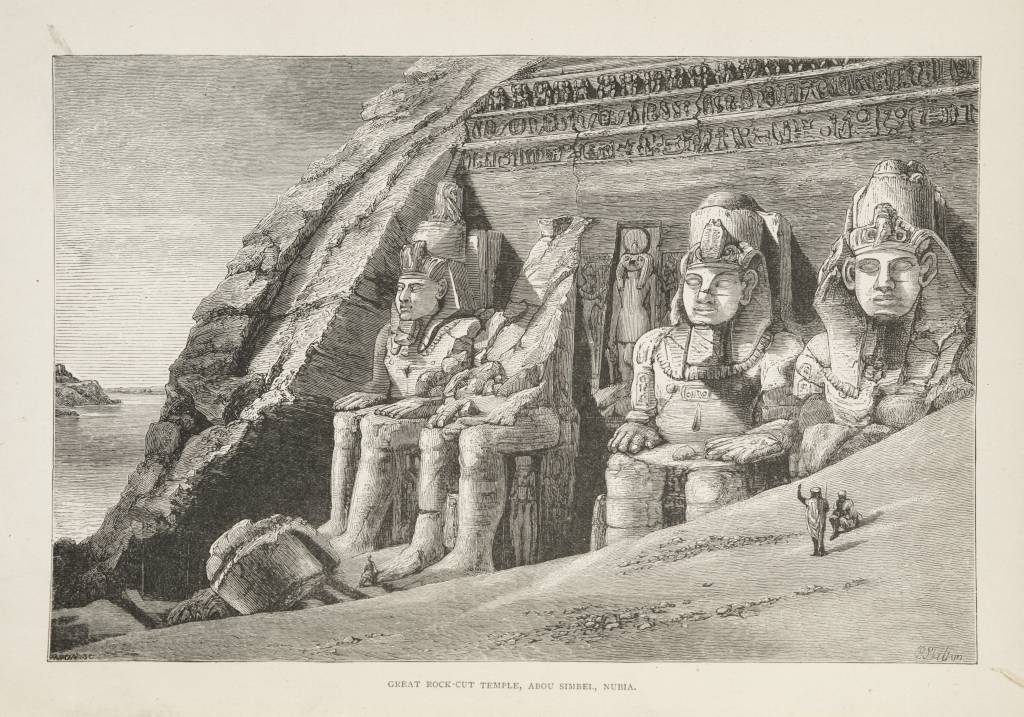
Templo de Abu Simbel (do livro A Thousand Miles up the Nile)

Acompanhada de vários amigos, além de Lucy, Amelia chegou ano Egito no inverno de 1873-1874, onde logo ficou fascinada pela história do país, seus monumentos e sua cultura. A jornada começou no Cairo, onde eles alugaram um dahabeah, um barco de passageiros usado no rio Nilo, de onde partiram para Filas e depois a Abu Simbel, onde ficaram por seis semanas. Entre os companheiros de viagem estava o pintor inglês Andrew McCallum, que descobriu um santuário até então desconhecido e que acabou levando seu nome algum tempo depois.
Amelia fez vívidas descrições de sua viagem no livro A Thousand Miles up the Nile (1877). Com várias ilustrações dos lugares por onde a expedição passou, o livro foi um sucesso imediato.
As expedições de Amelia pelo Egito levaram ao público a preocupação com a preservação de monumentos antigos devido ao turismo e ao crescimento das cidades e tornou-se uma incansável defensora do patrimônio arqueológico. Em 1882, foi uma das fundadoras da Egypt Exploration Society com Reginald Stuart Poole, curador do Departamento de Moedas e Medalhas do Museu Britânico. Amelia foi também secretária honorária da sociedade até sua morte.
Amelia acabou deixando de lado a escrita de ficção para se dedicar integralmente à egiptologia e à sociedade, tendo sido uma das colaboradoras da Encyclopædia Britannica. Amelia viajou pelos Estados Unidos, para uma rodada de palestras,  entre 1889 e 1890, que posteriormente foram publicadas em Pharaohs, Fellahs and Explorers.

## Morte
Amelia contraiu a influenza num novo surto da pandemia de gripe de 1889-1890 e morreu em 15 de abril de 1892, em Weston-super-Mare. Ela foi sepultada no cemitério da igreja de St. Mary the Virgin, em Henbury, Bristol. No seu túmulo, ao invés de uma lápide, há um obelisco semelhante aos obeliscos egípcios.
Ao seu lado, foi sepultada sua companheira de longa data, a escritora Ellen Drew Braysher (1804 – 1892) e a filha de Ellen, Sarah Harriet Braysher (1832–1864). Sua coleção de antiguidades egípcias foi doada para a biblioteca do University College London, junto da quantia de 2500 libras (cerca de 315 mil libras em valores atuais) para o fundo da sociedade que ajudou a fundar. Livros, ilustrações e aquarelas foram doadas para a biblioteca do Somerville College, junto a uma coleação de antigos vasos gregos.

### História e arqueologia
- A Summary of English History: from the Roman Conquest to the present time, 1856
- Outlines of English history: from the Roman conquest to the present time: with observations on the progress of art, science, and civilization, and questions adapted to each paragraph: for the use of schools (c. 1857)
- The History of France; from the Conquest of Gaul by the Romans to the Peace of 1856, 1858
- The Story of Cervantes, etc., 1862
- A Thousand Miles Up the Nile Londres: George Routledge and Sons Ltd, 1877 e 1890
- Pharaohs, Fellahs, and Explorers. Nova York: Harper & Brothers, 1891

### Romances
- My Brother's Wife. A life–history, 1855
- The Ladder of Life. A heart history, 1857
- The Young Marquis, or, a story from a Reign, c. 1857
- The Eleventh of March. (From a pocket-book of forty years ago), 1863
- No Hero: an Autobiography, 1863
- Barbara's History, 1864
- Hand and Glove. A tale, 1865
- Miss Carew (short stories), 1865
- Half a Million of Money, c. 1868
- Debenham's Vow, 1870
- Monsieur Maurice, and other stories, 1873; com os contos: 
  - "Monsieur Maurice"
  - "An Engineer's Story"
  - "The Cabaret of the Break of Day"
  - "The Story of Ernst Christian Schoeffer"
  - "The New Pass"
  - "A Service of Danger"
  - "A Night on the Borders of the Black Forest"
  - "The Story of Salome"
  - "In the Confessional"
  - "The Tragedy in the Palazzo Bardell"
  - "The Four Fifteen Express"
  - "Sister Johanna's Story"
  - "All Saints' Eve"
- In the Days of My Youth, 1873
- Lord Brackenbury, 1880
- The Phantom Coach, c. 1982

### Poesia
- Ballads. London: Tinsley, 1865
- A Poetry-book of Elder Poets, consisting of songs & sonnets, odes & lyrics, selected and arranged, with notes, from the works of the elder English poets, dating from the beginning of the fourteenth century to the middle of the eighteenth century. 1878

### Traduções
- Manual of Egyptian Archaeology and Guide to the Study of Antiquities in Egypt: for the use of students and travellers por Sir G. Maspero. Tradução de  Amelia B. Edwards

### Viagens
- Sights and Stories: being some account of a Holiday Tour through the north of Belgium, 1862
- A Thousand Miles up the Nile, 1877
- Untrodden Peaks and Unfrequented Valleys: A Midsummer Ramble in the Dolomites. Londres: Longman's, Green, and Co., 1873